# Martinson Trigon Venture Partners
Martinson Trigon Venture Partners (MTVP) — частный рискованный (венчурный) фонд, созданный в 2005 году. Фонд ориентируется на Интернет-технологии, медиа- и телекомуникационный бизнес в России и Европе.

## История
Венчурный фонд Martinson Trigon Venture Partners был организован финским инвестиционным банком Trigon Capital и частным предпринимателем Алланом Мартинсоном (2005). Средства фонда состояли из инвестиций частных лиц. Объем фонда составлял 30 млн. долларов. Фонд финансировал проекты на начальной стадии, отдавая предпочтение компаниям с годовым доходом от $500 тыс. долларов или компаниям, уже начавшим продажи. Фонд помогал компаниям разработать стратегию развития, найти партнеров, привлечь, в случае необходимости, дополнительное финансирование от банков, помогал наладить контакты с клиентами. Приоритетные направления инвестирования фонда: программное обеспечение, веб-сервисы, цифровые и социальные медиа, мобильные приложения, электронная коммерция, сетевые игры, телекоммуникации, гаджеты, обработка данных. Сумма инвестиций в одну компанию составляла 0,5—4 млн. долларов. Условием инвестирования являлось направление инвестиций на развитие компании в обмен за которые фонд получал от 25 до 50% акций компании.
Фонд инвестировал 20 млн. долларов в девять компаний: российскую компанию по разработке программного обеспечения Reksoft, издателя компьютерных игр «Новый диск», облачную технологию компании «InvisibleCRM», финскую компанию онлайн-игр Playforia, социальную сеть онлайн-знакомств следующего поколения «Flirtic», литовского оператора дата-центра «Hostex», оператор передачи данных MicroLink Lithuania, MTV Lietuva & Latvija.